# 本博宫
45°26′13″N 12°20′06″E / 45.437063°N 12.335119°E
本博宫（Palazzo Bembo）是意大利威尼斯的一座宫殿，位于大运河畔，靠近里阿尔托桥。

## 历史
本博宫由贵族本博家族建于十五世纪。它是威尼斯学者、诗人、文学理论家和红衣主教皮埃特罗·本博 (1470–1547)的出生地。他建议将托斯卡纳语作为16世纪意大利文学语言的典范，并推动对彼特拉克作品的兴趣。
今天，该建筑用作酒店和威尼斯双年展当代艺术展览会场。